# 穀國
国，西周时期诸侯国，国都位于今湖北省穀城縣西北。

## 历史沿革
穀国，伯国，出自嬴姓，与赵、秦同一个源流，都是黄帝的后裔，至舜的时候，被赐姓为嬴。前705年，伯绥和邓侯吾离一同朝见鲁桓公。公元前8世纪末被楚所灭。春秋時穀國的後代開始以穀為氏。

## 附註
1. ↑  有說法稱，嬴氏的後代有叫非子的，被周王封於秦谷，後來成為秦國和「谷國」。但是，諸侯國中沒有「谷國」，所謂的「谷國」是現代簡化字將「穀」合併到「谷」而造成的錯誤。